# BRIGHTER DAY
「BRIGHTER DAY」（ブライター・デイ）は、日本の元女性歌手、安室奈美恵の楽曲である。2014年11月12日に単独名義での通算42枚目のシングルとして発売された。

## 解説
前作『TSUKI』から約9ヶ月ぶりとなるシングル。DVDには「BRIGHTER DAY」「SWEET KISSES」のMusic Videoを収録。ジャケット写真で安室が抱いている花は、ドラマの主人公・吉成ちなみ役を演じた、エリカ（＝沢尻エリカと掛けている）が採用されている。
表題曲「BRIGHTER DAY」は、沢尻エリカ主演のフジテレビ系ドラマ『ファーストクラス』主題歌。ドラマ主題歌起用は、「Contrail」以来。ミュージックビデオでは、楽曲に込められた想いをシンボリックに表現。安室が指先で描いた軌跡="選んだ道"であり、誰もが自由に進むべき道を描く（選ぶ）ことができること、また描いた軌跡がゴールドに輝きながら残ることで、選んだ道はいつでも輝いていることを表現している。なお、ミュージックビデオ内で出てくる車はシトロエンCXである。
カップリング曲の「SWEET KISSES」は、本人出演のコーセーコスメポート「OLEO D' OR」CMソング、「Still Lovin' You」は、同じく本人出演のコーセー「ESPRIQUE」CMソング。「SWEET KISSES」のミュージックビデオは、中央に鏡があるかのようなシンメトリーの世界を表現。男女の駆け引きをポップに表現したゾエトロープと、安室を実際に3Dスキャンした人形も登場する。
なお、2015年に発売された12枚目のオリジナルアルバム『_genic』と2017年発売のベスト・アルバム『Finally』には、カップリング楽曲共に未収録となっている。安室のシングルで一切アルバムに収録されていない楽曲としては、1999年リリースの14thシングル「toi et moi」以来15年ぶりとなった。
2025年現時点では前述の『toi et moi』同様にCD+DVD盤のみ流通販売を停止しており、廃盤となっている。そのため、中古市場およびECサイトなどのネットオークションでは稀少品となっており、高価値で取引されている。
先着購入特典は非売品B2ポスター。初回盤には「namie amuro LIVE STYLE 2014」追加公演の特別優先予約申込みチラシを封入。

## 収録曲

### CD
1. BRIGHTER DAY
作詞：TIGER
作曲：Erik Lidbom, Ylva Dimberg
フジテレビ系ドラマ『ファーストクラス』主題歌
2. SWEET KISSES
作詞・作曲：Greg Kurstin, Nicole Morier, Pixie Lott, KC Livingston
コーセーコスメポート「OLEO D' OR」CMソング
3. Still Lovin' You
作詞・作曲：SKY BEATZ, FAST LANE, ERIN REED, TENESHA BLACKS, Emyli, Miss-art
コーセー「ESPRIQUE」CMソング
4. BRIGHTER DAY -Instrumental-
5. SWEET KISSES -Instrumental-
6. Still Lovin' You -Instrumental-

### DVD
1. BRIGHTER DAY -Music Video-
ディレクター：内野政明
2. SWEET KISSES -Music Video-
ディレクター：須藤カンジ / 振付：AKO